# Havstensklippan

Havstensklippan är en 119 meter hög klippa som stupar brant ned i Havstensfjorden i Bohuslän. Enligt lokal tradition var det här som Oden skickade ut sina korpar Hugin och Munin för att samla kunskap om världen. Hafstens camping ligger i närheten, liksom Nötesundsbron som går mellan Bokenäset och Orust.